# خافيير كاستيلو
خافيير كاستيلو (بالإسبانية: Javier Castillo)‏ هو لاعب كرة قاعدة بنمي، ولد في 29 أغسطس 1983.

## وصلات خارجية
- خافيير كاستيلو على موقع دوري كرة القاعدة الرئيسي (الإنجليزية)
- خافيير كاستيلو على موقعبيزبول رفرنس.كوم (الدوري الثانوي) (الإنجليزية)
- خافيير كاستيلو على موقع إي إس بي إن.كوم (أم.أل.بي) (الإنجليزية)
- خافيير كاستيلو على موقع مشجعي الرسوم البيانية (الإنجليزية)